# Star Blazers 2199
Star Blazers 2199 (宇宙戦艦ヤマト２１９９?, Uchū Senkan Yamato Ni-ichi-kyū-kyū) è una serie televisiva anime del 2012. Si tratta di un remake della prima stagione della serie degli anni settanta (1974) Star Blazers dell'autore Leiji Matsumoto.
Dal 12 luglio 2016 è disponibile sul portale VVVVID la versione originale giapponese sottotitolata in italiano e doppiata in italiano, mentre da ottobre 2016 la serie è stata pubblicata da Dynit in versione doppiata in DVD e Blu-ray. Dal 1º gennaio 2017 è distribuita da Netflix e da ottobre 2017 è disponibile anche su Amazon Prime Video. Dal 31 ottobre al 25 novembre 2019, la serie è stata trasmessa in prima TV su Ka-Boom all'interno della syndication Supersix.

## Trama
Anno 2191: per la prima volta nella sua storia, l'umanità entra in contatto con una civiltà extraterrestre. Il 1 aprile 2191 la flotta terrestre incontra la flotta aliena: purtroppo quello che poteva essere un pacifico incontro si trasforma nell'inizio dello scontro fra le due civiltà. Sulla Terra, la popolazione è informata che i Garmillassiani (così si chiamano gli alieni che hanno raggiunto il sistema solare) hanno attaccato la flotta terrestre.
Negli anni successivi, i Terrestri e i Garmillassiani si affrontano in diverse battaglie: la più importante è la Seconda Battaglia di Marte, che permette di respingere l'invasione garmillassiana. Nel frattempo, però, i nemici occupano Plutone e vi costruiscono una base dalla quale, con la loro tecnologia, accelerano meteoriti scagliandoli verso la Terra. Inizia così un sistematico bombardamento mediante queste bombe planetarie che portano alla distruzione delle città umane e alla distruzione dell'ecosistema del pianeta; dopo otto anni di bombardamenti, la superficie della Terra è inadatta alla vita per la presenza di radioattività, gli oceani sono scomparsi, la Terra desertificata e l'umanità è costretta a trasferirsi in città sotterranee.
Una speranza, però, giunge da un'altra civiltà extraterrestre: dal pianeta Iskandar la regina Starsha invia, tramite la sorella minore, i piani per la costruzione di un motore in grado di superare la velocità della luce per consentire ai terrestri, che non conoscono ancora una tecnologia simile, di poter raggiungere il suo pianeta nella Grande Nube di Magellano in breve tempo. Viene così avviato il "Progetto Yamato" e nell'arco di un anno viene costruita, dentro il relitto della storica corazzata giapponese, una nave spaziale con installato questo motore per poter raggiungere Iskandar e ritornare con il Cosmo Reverse System, un'altra tecnologia iskandariana, in grado di riportare la Terra alle sue condizioni iniziali e permettere agli umani di ritornare a vivere in superficie.
All'inizio del 2199, mentre nei pressi di Plutone la flotta terrestre crea un diversivo, la seconda sorella della regina Starsha porta sul nostro pianeta l'ultimo componente per poter completare il motore: il nucleo del motore ad onde moventi, tuttavia perde la vita su Marte durante la sua missione. Anche la flotta terrestre esce sconfitta da quest'ultimo scontro, ma l'obiettivo è conseguito e la nave spaziale può essere completata. La missione ha così inizio, la Yamato decolla e affronta il lungo viaggio verso Iskandar, viaggio che dovrà necessariamente durare meno di un anno, date che gli scienziati hanno ormai stimato che l'umanità non potrà continuare a vivere oltre questo limite di tempo nel sottosuolo, poiché la radioattività è penetrata sempre più in profondità.
Durante questo viaggio, l'equipaggio dovrà confrontarsi più volte con i Garmillassiani e le altre civiltà che sono state già annesse all'Impero. Scoprirà nuove realtà, nuovi mondi, nemici da onorare e nemici con i quali si può collaborare, ma dovrà anche superare divergenze interne, che rischiano di compromettere la missione; si troverà nientemeno nella condizione di dover salvare proprio la popolazione garmillassiana. Alla fine, l'equipaggio giungerà alla sua meta e, ottenuto il Cosmo Reverse System, intraprenderà il viaggio di ritorno.
Giunto sulla Terra, con la Yamato dotata del Cosmo Reverse System, l'equipaggio riuscirà a salvare il pianeta e l'umanità dall'estinzione.

## Personaggi e doppiatori

### Terra
| Nome personaggio    | Doppiatore giapponese | Doppiatore italiano  | Grado o titolo                           | Ruolo                                                                                                   |
| ------------------- | --------------------- | -------------------- | ---------------------------------------- | --- |
| Analyzer (AU09)     |                       |                      | nessuno                                  | Subcomputer autonomo della Yamato                                                                       |
| Yoshikazu Aihara    | Masato Kokubun        | Fabrizio Valezano    | Guardiamarina                            | Ufficiale alle comunicazioni                                                                            |
| Isami Enomoto       | Keiji Fujiwara        | Gianluca Machelli    | Capo di prima classe                     | Nostromo                                                                                                |
| Ryuu Hijikata       | Unshou Ishizuka       | Luca Violini         | Ammiraglio                               | Comandante in capo delle Forze di Difesa Spaziale delle Forze Cosmiche delle Nazioni Unite              |
| Hajime Hirata       | Fumihide Ise          | Stefano Billi        | Tenente di vascello                      | Capo commissario di bordo                                                                               |
| Tooru Hoshina       | Motoki Takagi         | Alessio Puccio       | Capo di 2ª classe                        | Membro della sicurezza                                                                                  |
| Shin'ya Itou        | Seki Toshihiko        | Alessandro Campaiola | Sottotenente di vascello                 | Capo reparto di sicurezza                                                                               |
| Saburou Katou       | Yoshimasa Hosoya      | Enrico Chirico       | Sottotenente di vascello                 | Ufficiale della sezione tattica                                                                         |
| Mamoru Kodai        | Mitsuru Miyamoto      | Edoardo Nordio       | Capitano di corvetta                     | Comandante del cacciatorpediniere d'assalto Yukikaze                                                    |
| Susumu Kodai        | Daisuke Ono           | Alessandro Vanni     | Tenente di vascello                      | Ufficiale tattico                                                                                       |
| Yuria Misaki        | Aya Uchida            | Fabiola Bittarello   | Capo di 2ª classe                        | Cadetta sezione operativa, operatore Radar di riserva                                                   |
| Yuki Mori           | Hōko Kuwashima        | Ludovica Bebi        | Tenente di vascello                      | Ufficiale sezione operativa, operatore Radar                                                            |
| Yasuo Nanbu         | Kenji Akabane         | Francesco Testa      | Sottotenente di vascello                 | Ufficiale alle armi                                                                                     |
| Kaoru Niimi         | Aya Hisakawa          | Jessica Bologna      | Tenente di vascello                      | Ufficiale alle informazioni                                                                             |
| Jūzō Okita          | Takayuki Sugō         | Diego Reggente       | Ammiraglio                               | Comandante in capo della Marina Cosmica delle Nazioni Unite, Comandante della corazzata spaziale Yamato |
| Kenjirou Oota       | Yuuki Chiba           | Gianluca Crisafi     | Guardiamarina                            | Ufficiale meteorologo, assistente ufficiale di rotta                                                    |
| Dr. Sakezō Sado     |                       |                      | Capitano di fregata (equivalente civile) | Ufficiale medico                                                                                        |
| Shirō Sanada        | Hōchū Ōtsuka          | Federico Di Pofi     | Capitano di corvetta                     | Ufficiale sezione tecnologica e vice comandante della Yamato                                            |
| Kotetsu Serizawa    | Tesshou Genda         | Elio Marconato       | Generale                                 | Capo dipartimento affari militari del settore Asia Orientale, personalità centrale nel "Progetto Izumo" |
| Daigo Shima         | Katsuhisa Houki       | Pieraldo Ferrante    | Capitano di vascello                     | Comandante dell'incrociatore Murasame                                                                   |
| Daisuke Shima       | Ken'ichi Suzumura     | Federico Campaiola   | Tenente di vascello                      | Ufficiale di rotta                                                                                      |
| Hiroki Shinohara    | Daisuke Hirakawa      | Gabriele Trentalance | Guardiamarina                            | Ufficiale della sezione tattica, comandante dello squadrone d'aviazione                                 |
| Hikozaemon Tokugawa | Mugihito              | Giovanni Petrucci    | Capitano di corvetta                     | Direttore di macchina                                                                                   |
| Heikurou Toudou     | Shinji Ogawa          | Roberto Fidecaro     | nessuno                                  | Presidente del settore Asia Orientale, Direttore generale del "Progetto Yamato"                         |
| Sukeji Yabu         | Chou                  | Ivan Andreani        | Secondo capo scelto                      | Addetto alle macchine                                                                                   |
| Akira Yamamoto      | Rie Tanaka            | Francesca Rinaldi    | Guardiamarina                            | Pilota di caccia (inizialmente assegnata alla sezione ragioneria)                                       |
| Osamu Yamanami      | Masashi Ebara         | Fabrizio Russotto    | Capitano di vascello                     | Comandante della Kirishima                                                                              |
| Susumu Yamazaki     | Hiroshi Tsuchida      | Daniele Valenti      | Sottotenente di vascello                 | Ufficiale al contenimento danni                                                                         |

### Iskandar
| Nome personaggio | Doppiatore giapponese | Doppiatore italiano | Grado o titolo | Ruolo                                                                                                  |
| ---------------- | --------------------- | ------------------- | -------------- | --- |
| Starsha          | Kikuko Inoue          | Valentina Perrella  | Regina         | Regina di Iskandar, consegna ai terrestri il Cosmo Reverse System                                      |
| Sasha            | –                     | –                   | Principessa    | Seconda in linea di successione, consegna ai terrestri il nucleo del motore ad onde moventi            |
| Yurisha          | Houko Kuwashima       | Sofia De Pietro     | Principessa    | Terza in linea di successione, consegna ai terrestri i piani di costruzione del motore ad onde moventi |

### Garmillas
| Nome personaggio | Doppiatore giapponese | Doppiatore italiano | Grado o titolo                        | Ruolo                                                                                             |
| ---------------- | --------------------- | ------------------- | ------------------------------------- | ------------------------------------------------------------------------------------------------- |
| Wans Barren      | Shin'ya Fukumatsu     | Nicola Braile       | Capitano                              | Comandante del bombardiere pesante DBG88 Garlant                                                  |
| Derbazo Borzen   | Takeshi Maruyama      | Elio Marconato      |                                       | Direttore delle carceri di Leptapoda                                                              |
| Phomt Burger     | Jun'ichi Suwabe       | Francesco Sechi     | Maggiore                              | Capo della settima sezione cacciatorpediniere                                                     |
| Abelt Dessler    | Kōichi Yamadera       | Alberto Bognanni    | Leader Supremo                        | Leader Supremo del Grande Impero Garmillas                                                        |
| Gar Ditz         | Katsunosuke Hori      | Roberto Fidecaro    | Ammiraglio                            | Comandante della flotta spaziale, in seguito diventa il fulcro del movimento anti-Dessler         |
| Melda Ditz       | Shizuka Itou          | Monica Vulcano      | Sottotenente                          | Pilota del 707º squadrone aereo, ufficiale di collegamento con la Yamato                          |
| Elisa Domel      | Chiaki Takahashi      | Daniela Amato       | nessuno                               | Moglie di Domel, accusata di cospirare contro l'impero per far capitolare il marito               |
| Erk Domel        | Akio Ootsuka          | Dario Oppido        | Tenente generale/ Colonnello generale | Comandante del fronte Via Lattea, precedentemente comandante del fronte Piccola Nube di Magellano |
| Wolf Frakken     | Jōji Nakata           | Sergio Lucchetti    | Tenente colonnello                    | Comandante del sommergibile dimensionale UX-01                                                    |
| Hydom Gimleh     | Junpei Morita         | Raffaele Palmieri   | Direttore                             | Capo della squadra di protezione                                                                  |
| Gremdt Goer      | Masashi Hirose        | Mimmo Strati        | Maggior generale                      | Vicecomandante del fronte Via Lattea                                                              |
| Lyle Goetto      | Kiyohito Yoshikai     | Marco Benvenuto     | Maggiore                              | Capo del quarto squadrone d'aviazione                                                             |
| Wem Heidern      | Shinpachi Tsuji       | Pierluigi Astore    | Colonnello                            | Confidente di Erk Domel                                                                           |
| Gor Heining      | Setsuji Satō          | Fabrizio Russotto   | Capitano                              | Vicecomandante del sommergibile dimensionale UX-01                                                |
| Redof Hiss       | Yousuke Akimoto       | Stefano Santerini   | Viceleader                            | Viceleader del Grande Impero Garmillas                                                            |
| Charis Kreize    | Takuya Sato           | Antonio Angrisano   | Maggiore                              | Capo della terza sezione ordigni spaziali                                                         |
| Harz Lecter      | Takayuki Masuda       | Stefano Billi       | Colonnello                            | Comandante della Deusula II                                                                       |
| Palen Nelge      | Takashi Onozuka       | Marco Benve         | Capitano                              | Capitano dei servizi segreti, si trova sull'EX178 quale ufficiale di collegamento                 |
| Ghader Taran     | Kotaro Nakamura       | Fabrizio Russotto   | Tenente generale                      | Ufficiale per le strategie militari                                                               |
| Welte Taran      | Yutaka Aoyama         | Alberto Caneva      |                                       | Ministro della difesa bellica, Direttore del Ministero degli Armamenti                            |
| Herm Zoellick    | Norio Wakamoto        | Alan Bianchi        | Maresciallo Imperiale                 | Ispettore generale dell'esercito centrale                                                         |

### Jirel
| Nome personaggio  | Doppiatore giapponese | Doppiatore italiano | Grado o titolo | Ruolo                                           |
| ----------------- | --------------------- | ------------------- | -------------- | ----------------------------------------------- |
| Mizela Celestella | Minori Chihara        | Roberta De Roberto  |                | Ministro per la propaganda e per l'informazione |
| Mirenel Linke     | Akemi Okamura         | Barbara Pitotti     | Tenente        | Ufficiale speciale dei servizi segreti centrali |

### Zaltz
| Nome personaggio | Doppiatore giapponese | Doppiatore italiano | Grado o titolo     | Ruolo                                                                               |
| ---------------- | --------------------- | ------------------- | ------------------ | ----------------------------------------------------------------------------------- |
| Goert Berger     |                       |                     | Capitano           | Volontario di Zaltz per la missione relativa al rapimento della principessa Yurisha |
| Wals Lang        | Tōru Ōkawa            | Luca Violini        | Tenente colonnello | Comandante dell'EX178                                                               |
| Valsche Meck     |                       |                     |                    | Volontario di Zaltz per la missione relativa al rapimento della principessa Yurisha |
| Noran Oschetto   | Tetsuya Kakihara      | Francesco Trifilio  | Caporale           | Volontario di Zaltz per la missione relativa al rapimento della principessa Yurisha |
| Berith Reitsch   |                       |                     |                    | Volontaria di Zaltz per la missione relativa al rapimento della principessa Yurisha |
| Hilde Schultz    | Ayano Miura           | Beatrice Maruffa    | Civile             | Cameriera                                                                           |
| Walke Schultz    | Yu Shimaka            |                     | Colonnello         | Comandante della base di Plutone                                                    |

## Episodi
| Nº | Titolo italiano Giapponese 「Kanji」 - Rōmaji | In onda           | In onda         |
| Nº | Titolo italiano Giapponese 「Kanji」 - Rōmaji | Giapponese        | Italiano        |
| 1  | Una messaggera di Iskandar 「イスカンダルの使者」 - Isukandura no Shisha | 7 aprile 2013     | 1º gennaio 2017 |
| 1  | La flotta terrestre dell'UNCF, comandata dall'ammiraglio Jūzō Okita, avvia l'"Operazione P" e sferra un attacco nei pressi di Plutone alle forze garmillassiane: in realtà si tratta di un diversivo per consentire l'arrivo di una messaggera da Iskandar. Quando l'astronave iskandariana passa inosservata e giunge su Marte, i guardiamarina Susumu Kodai e Daisuke Shima si apprestano al recupero della principessa Sasha, sorella di Starsha, regina di Iskandar. Purtroppo l'astronave esplode e i due marinai possono solo recuperare il nucleo del motore ad onde moventi dimensionali: è il 17 gennaio 2199. Nei pressi di Plutone, intanto, la flotta terrestre viene praticamente distrutta: ma la missione è riuscita e il comandante Jūzō Okita ordina la ritirata per la sua nave, la Kirishima, e per l'altra superstite, la Yukikaze, comandata dal capitano Mamoru Kodai. Quest'ultima però, per volere del suo comandante, ignora l'ordine in modo da proteggere la ritirata dell'ammiraglia e alla fine viene colpita. Tre settimane dopo, durante il viaggio di ritorno verso la Terra, la Kirishima recupera Susumu Kodai, Daisuke Shima e il nucleo del motore a onde moventi, che costituisce l'ultimo componente di un progetto fatto pervenire un anno prima da Yurisha, anch'ella principessa di Iskandar. Appreso della perdita del fratello, Susumu Kodai approfitta di un attacco dei garmillassiani sulla superficie terrestre per vendicarlo con l'aiuto del suo amico Daisuke Shima. Preso un caccia per contrattaccare, solo successivamente si rendono conto che il velivolo è privo di armi e vengono colpiti. Riescono comunque a salvarsi con un atterraggio d'emergenza nei pressi di un relitto di una corazzata affondata secoli prima che sembra essere l'obiettivo dell'attacco dei garmillassiani. Mancano 365 giorni all'estinzione del genere umano. |                   |                 |
| 2  | Verso un mare di stelle 「我が赴くは星の海原」 - Waga Omomuku wa Hoshi no Unabara | 14 aprile 2013    | 1º gennaio 2017 |
| 2  | L'attacco dei garmillassiani contro il relitto prosegue, ma alla fine viene sventato dalla difesa antiaerea ed è la stessa corazzata a colpire, con i suoi cannoni, l'astronave nemica in orbita. Su Plutone, le forze garmillassiane comprendono che quel relitto cela qualche cosa di più importante e decidono di colpirlo con un missile interplanetario. Il comandante Okita raduna quindi il nuovo equipaggio (perché parte dei membri assegnati in precedenza sono deceduti durante l'ultimo attacco) e spiega che il vecchio "Progetto Izumo", volto ad abbandonare la Terra, è stato sostituito dal nuovo "Progetto Yamato". La regina Starsha ha inviato i piani per costruire un motore in grado di far muovere un'astronave a una velocità superiore a quello della luce in modo che un equipaggio di umani possa raggiungere Iskandar e recuperare una tecnologia capace di purificare la Terra dalle radiazioni, permettendo così la sua rinascita. Imbarcato l'equipaggio, la nave spaziale Yamato è pronta al decollo e tutte le nazioni della Terra fanno confluire l'energia necessaria al primo avvio del motore. L'operazione riesce, il missile viene distrutto e lo scudo ad onde moventi protegge la corazzata Yamato dalla deflagrazione. Il viaggio è iniziato: 168 000 anni luce separano la Terra da Iskandar. Mancano 364 giorni all'estinzione del genere umano. |                   |                 |
| 3  | Fuga dalla sfera di Giove 「木星圏脱出」 - Mokusei-ken Dasshutsu | 21 aprile 2013    | 1º gennaio 2017 |
| 3  | Lasciata l'orbita terrestre e superata quella di Marte, la Yamato si appresta al suo primo salto warp per raggiungere l'orbita di Urano. Tuttavia, un'avaria al sistema di raffreddamento del motore interrompe prematuramente il salto e la Yamato emerge dal salto presso Giove. L'equipaggio scopre così che i garmillassiani hanno posto in orbita al quinto pianeta un corpo celeste che, per estensione, è paragonabile all'Australia, e vi atterrano per poter eseguire le riparazioni. I garmillassiani apprendono che gli umani ora sono in grado di fare il salto warp e ordinano alla base sul continente volante di attaccare e distruggere la nave terrestre. Durante l'attacco, le riparazioni hanno termine e così la Yamato decolla. Giunta a distanza dal continente, il comandante Okita ordina l'impiego del cannone ad onde moventi per valutarne l'efficacia. L'esito del test è positivo, anzi, supera di gran lunga le aspettative, perché l'arma, che doveva colpire solo la base, distrugge l'intero continente. Il comandante Okita, quindi, ricorda a tutti che le armi della Yamato nascono con uno scopo puramente difensivo. Mancano 363 giorni all'estinzione del genere umano. |                   |                 |
| 4  | Pietra tombale in una distesa di ghiaccio 「氷原の墓標」 - Hyōgen no Hakajirushi | 28 aprile 2013    | 1º gennaio 2017 |
| 4  | L'equipaggio della Yamato si trova a scegliere se abbandonare rapidamente il sistema solare, per proseguire verso Iskandar, oppure deviare verso Plutone in modo da distruggere la base di Garmillas e far cessare gli attacchi diretti alla Terra. Alla fine, una richiesta di soccorso e la necessità di Cosmonite 90 (un raro metallo) per le riparazioni, porta la Yamato ad atterrare su Encelado, una luna di Saturno. Mentre la squadra comandata da Shiro Sanada si occupa di recuperare il metallo da una miniera, Susumu Kodai, Yuki Mori, Makoto Harada e Analyzer raggiungono la fonte della richiesta di soccorso: si tratta di un relitto di una nave spaziale terrestre. Quando arrivano però si rendono conto che è solo una segnalazione automatica: nessun superstite. Nel frattempo le forze garmillassiane (che poi si scoprirà essere degli automi) avviano un attacco alle due squadre, con l'obbiettivo di fare dei prigionieri: Yuki Mori viene catturata. Grazie al pronto intervento di Susumu Kodai e successivamente di Akira Yamamoto (che in realtà era assegnata alla divisione ragioneria e non allo squadrone d'aviazione), alla guida di un caccia, la squadra di soccorso si salva. Susumu Kodai si rende conto che l'arma rinvenuta sul relitto e che ora impugna è quella di suo fratello Mamoru, quindi torna alla nave spaziale e toglie il ghiaccio che copre il nome: è la Yukikaze. Recuperate le due squadre e terminate le riparazioni, la Yamato riprende il viaggio. Mancano 362 giorni all'estinzione del genere umano. |                   |                 |
| 5  | Trappola senza angoli morti 「死角なき罠」 - Shikaku Naki Wana | 5 maggio 2013     | 1º gennaio 2017 |
| 5  | Dalla base garmillassiana di Plutone, grazie ad un cannone e a pannelli riflettenti, un meteorite viene colpito da un raggio che lo trasforma in una nuova bomba planetaria diretta verso la Terra. Sulla Yamato, Susumu Kodai e Yuki Mori fanno rapporto al vice comandante Shiro Sanada e all'ufficiale alle informazioni Niimi Kaoru sull'attacco subito durante l'operazione di soccorso alla Yukikaze; in particolare Shiro Sanada e Niimi Kaoru stanno analizzando i resti degli automi garmillassiani recuperati dopo lo scontro. Vista la situazione di costante pericolo per il nostro pianeta, il comandante Okita decide di dirigersi verso Plutone in modo da annientare la base da cui partono gli attacchi verso la Terra: viene escluso l'uso del cannone a onde moventi, perché il rischio di distruggere l'intero pianeta nano è troppo elevato. L'ufficiale tattico Susumu Kodai presenta il piano: mentre la Yamato fungerà da esca, due squadriglie di caccia aggireranno Plutone, nascosti da Nix e Caronte, e cercheranno la base mimetizzata di Garmillas. Akira Yamamoto, dopo il salvataggio operato su Encelado, viene trasferita dal reparto ragioneria allo squadrone d'aviazione. Dopo il briefing, l'"Operazione P-2" ha inizio. Decollati i caccia, la Yamato si avvicina al pianeta nano, ma il preventivato attacco dalla base di Garmillas non avviene. L'equipaggio è impreparato, perché la nave invece è colpita dallo stesso raggio usato per attivare le bombe planetarie, danneggiandola, e non riesce a determinare la fonte dell'energia, perché questa è in realtà riflessa da alcuni satelliti occultati fra i detriti. La Yamato viene colpita nuovamente ed è così costretta ad ammarare su un oceano di Plutone (creato durante il processo di garmillas-formazione del pianeta nano). Colpita un'altra volta, la nave spaziale Yamato affonda. Mancano 361 giorni all'estinzione del genere umano. |                   |                 |
| 6  | Il Sole cala su Plutone 「冥王の落日」 - Meiō no Rakujitsu | 12 maggio 2013    | 1º gennaio 2017 |
| 6  | Shulz, comandante della base garmillassiana su Plutone, riporta direttamente al Comandante Supremo Abelt Dessler la sconfitta della Yamato. Nel frattempo, le due squadriglie di caccia riescono ad arrivare sul pianeta nano, non intercettate dal nemico: ha così inizio la ricerca della base. L'affondamento della Yamato, in realtà, è un escamotage per depistare i garmillassiani e consentire di avere il tempo necessario alle riparazioni e ad analizzare la situazione. L'equipaggio scopre fra i detriti alcuni satelliti riflettenti e questo permette di comprendere la tecnica utilizzata dal nemico nei precedenti attacchi. La squadra di ricognizione Bravo, comandata dal sottotenente di vascello Saburou Katou, individua una prima postazione e, comunicato l'avvistamento, avvia l'attacco. I garmillassiani lanciano dalla base i loro intercettori e questo consente alla squadra Alpha, costituita da Susumu Kodai e Akira Yamamoto, di scorgere i velivoli diretti alla postazione mentre escono da un campo di occultamento: in questo modo viene individuata la posizione della vera base del nemico. La Yamato emerge dall'oceano di Plutone e chiede a Kodai e Yamamoto di trovare il cannone laser, perché costituisce la minaccia più rilevante per la nave. Dalla base di Garmillas parte un nuovo colpo verso la nave spaziale terrestre e così finalmente l'obiettivo principale è svelato: Yamamoto comunica le coordinate, mentre la Yamato distrugge uno dei satelliti riflettenti, impedendo così al raggio appena partito di colpirla. Il comandante Okita ordina il lancio dei missili contro il cannone laser nemico, che viene distrutto: con il successivo attacco diretto alla base di Plutone si pone fine alla presenza garmillassiana all'interno del sistema solare. Gli equipaggi delle due squadre rientrano sulla Yamato e si riprende la rotta verso Iskandar. Su Garmillas, il Comandante Supremo Dessler comprende che la situazione nel sistema solare è più grave di quanto gli avessero precedentemente comunicato. Mancano 355 giorni all'estinzione del genere umano. |                   |                 |
| 7  | Addio, sistema solare 「太陽圏に別れを告げて」 - Taiyō-ken ni Wakare wo Tsugeru | 19 maggio 2013    | 1º gennaio 2017 |
| 7  | L'ufficiale responsabile del reparto della sicurezza Shin'ya Itou incontra Kaoru Niimi e suggerisce che il comandante Okita dovrebbe autorizzare l'equipaggio a chiamare un'ultima volta i propri familiari sulla Terra, anche se questo potrebbe aumentare nell'equipaggio la nostalgia di casa. Il comandante acconsente alle chiamate ed inoltre approva una festa per l'attraversamento dell'eliosfera (e quindi l'abbandono definitivo del sistema solare) paragonandola al rituale che una volta facevano i marinai nelle navi quando attraversavano l'equatore. Alcuni membri del reparto manutenzione devono, però, procedere con le riparazioni della Yamato e quindi potrebbero non far in tempo a chiamare casa; tuttavia Susumu Kodai e Akira Yamamoto, non avendo familiari, si offrono come sostituti per permettere anche al reparto di manutenzione di chiamare casa. Durante questi momenti, i vari componenti dell'equipaggio raccontano le proprie esperienze ed emergono particolari delle loro vite, come per il tenente Daisuke Shima che ha perso il padre nella prima battaglia contro i garmillassiani, il direttore di macchina Hikozaemon Tokugawa che conosce il comandante Okita fin dal primo incarico sulla nave 36, il guardiamarina Akira Yamamoto nativa di Marte, Yuki Mori che assomiglia moltissimo alla principessa Sasha e che ha perso la memoria e ricorda solo il suo ultimo anno di vita. Viene anche concesso la messa in onda di una radio di bordo condotta da Yuria Misaki. Mancano 343 giorni all'estinzione del genere umano. |                   |                 |
| 8  | Un desiderio affidato alle stelle 「星に願いを」 - Sei ni Negai wo | 26 maggio 2013    | 1º gennaio 2017 |
| 8  | A Baleras, la capitale dell'impero, il supremo leader Abelt Dessler sta tenendo un discorso alla popolazione per il 103º anno dell'era Dessler. Terminato il discorso, esterna al suo ministro per la propaganda e l'informazione, Mizela Celestella, il suo disgusto per gli esseri umani. La festa prosegue nella sala del trono ed emerge il piano di conquista di Dessler che, dopo aver sottomesso le civiltà delle Nubi di Magellano, sta ora iniziando la conquista della Via Lattea: i popoli che si sottomettono vengono incorporati nell'impero, come sudditi di seconda classe, gli altri sterminati. Dessler poi propone un intrattenimento ai suoi ospiti: in diretta dal fronte viene trasmessa l'attuazione del piano da lui ideato per distruggere la nave spaziale terroniana (termine utilizzato nella lingua dei garmillassiani per indicare i terrestri). La Yamato effettua un balzo warp ed arriva nel sistema Gliese 581, l'ufficiale Kaoru Niimi chiede il permesso di analizzare uno dei pianeti, perché sembra adatto alla vita umana, ma il comandante Okita ricorda che il "Progetto Izumo" è stato abbandonato. Successivamente emerge una nave garmillassiana che immediatamente lancia il Siluro Dessler. La Yamato contrattacca lanciando dei missili contro il siluro che viene colpito. Ma dal siluro emerge una particolare forma di vita gassosa che si riproduce autonomamente per conversione e assorbimento della materia: se la Yamato fosse raggiunta verrebbe scomposta e assorbita. A Baleras, Dessler si compiace per il suo piano: la Yamato può scegliere se farsi raggiungere dalla sostanza gassosa ed essere dissolta oppure dirigersi avanti, ma giungere verso la stella di quel sistema e fondersi. Il comandante Okita ordina di dirigersi verso la stella, in questo modo la forma di vita, che insegue la Yamato, tentando di inglobare la stella, viene distrutta. Davanti alla Yamato esplode un enorme brillamento della stella che non può essere evitato: il comandante Okita allora ordina di sparare con il cannone ad onde moventi ed in questo modo crea un varco nel brillamento e nel quale la Yamato può transitare indenne, mentre la nave garmillassiana inseguitrice viene distrutta. A Baleras, Dessler ordina la promozione dei caduti e si appaga per una battaglia così stimolante, anche se persa. Sulla Yamato, invece, le condizioni di salute del comandante Okita si stanno via via aggravando. Mancano 339 giorni all'estinzione del genere umano. |                   |                 |
| 9  | Prigioniero meccanico 「時計仕掛けの虜囚」 - Tokeijikake no Ryoshū | 2 giugno 2013     | 1º gennaio 2017 |
| 9  | Nel laboratorio della Yamato, Analyzer sta ricostruendo un garmilloide (un automa garmillassiano) assemblando i vari pezzi integri dei tre garmilloidi presi su Encelado. Dalle analisi risulta che questi automi hanno un'intelligenza artificiale ottenuta mediante l'esecuzione parallela di molteplici programmi. Il riavvio dell'unità ha successo: Analyzer assegna all'automa il nome Alter. Mentre è solo in laboratorio, Alter si collega alla rete della Yamato e individua una donna, che poi definisce "dea" mentre racconta l'episodio ad Analyzer. Durante la procedura di rientro del caccia pilotato da Hiroki Shinohara e Akira Yamamoto, Alter si connette nuovamente al sistema della Yamato e compromette il funzionamento delle procedura automatica di rientro. Tuttavia i piloti ed il velivolo tornano sulla nave. Shiro Sanada analizza il traffico dati e si rende conto che il problema è stato causato dalle comunicazioni fra Analyzer e Alter: hanno sovraccaricando il mainframe della Yamato provocando l'errore nella procedura. Ad Analyzer viene ordinato di non proseguire le sue attività di ricerca su Alter. Lasciato solo, il garmilloide completa autonomamente la sua ricostruzione utilizzando le parti funzionanti (in particolare gli arti inferiori) degli altri due: ora vuole ritrovare la dea ed esce dal laboratorio. Scatta lo stato di emergenza sulla nave: la sicurezza si occupa di ritrovare il garmilloide. L'obiettivo di Alter sembra quello di arrivare al sistema di navigazione automatica dove è custodito, in sospensione, il corpo di Yurisha di Iskandar. Eludendo diverse volte la sicurezza, alla fine Alter verrà disattivato dal suo unico amico Analyzer. Mancano 325 giorni all'estinzione del genere umano. |                   |                 |
| 10 | Il cimitero dell'universo 「大宇宙の墓場」 - Daiuchū no Hakaba | 9 giugno 2013     | 1º gennaio 2017 |
| 10 | Su Balun, un pianeta fra la Via Lattea e la Grande Nube di Magellano, il comandante Goer organizza un nuovo attacco alla nave spaziale terrestre. Sulla Yamato, l'equipaggio si prepara al solito salto warp, ma questa volta qualche cosa non sembra andare nel verso giusto: il tempo si ferma, come ad ogni balzo, ma le persone ne percepiscono comunque il trascorrere. Yuria Misaki, che si trova presso la sala di navigazione automatica, vede la porta aperta, quindi una donna compare davanti a lei, le tocca il viso e poi sviene. Il balzo si interrompe, ma la nave non riemerge nello spazio ordinario: si trovano in una fessura infradimensionale. Il motore ad onde moventi, che normalmente recupera energia dal vuoto, non riesce a farlo, anzi la sta perdendo, quindi il comandante Okita ne ordina l'arresto. Davanti alla Yamato si presentano i relitti di altre astronavi che hanno terminato il balzo in questo luogo. Fra queste, però, compare la nave garmillassiana EX178 che è operativa. Invece di combattersi, i due equipaggi cercano di darsi aiuto per uscire da questa situazione. Una messaggera garmillassiana viene portata a bordo della Yamato con le istruzioni per uscire da questa fessura infradimensionale: per la prima volta i terrestri possono vedere un garmillassiano: si tratta di una donna che assomiglia in tutto e per tutto agli umani, solo che la pelle è di colore azzurro. Melda Ditz racconta brevemente la situazione dell'impero di Garmillas, ma afferma anche che la guerra con la Terra è iniziata perché sono state le forze terrestri ad attaccare per prime la flotta garmillassiana: questa notizia lascia scioccato parte dell'equipaggio. La proposta che viene presentata è la seguente: il cannone ad onde moventi dovrebbe aprire un varco in questa fessura infradimensionale, tuttavia questo porterebbe la Yamato a trovarsi inerme, perché non avrebbe più energia. A questo punto la nave garmillassiana si preoccuperebbe di rimorchiare la Yamato attraverso il varco per ritornare allo spazio ordinario. Il comandante Okita si fida e accetta la proposta dei garmillassiani. La Yamato spara un colpo con il cannone ad onde moventi e viene aperto il varco. La nave garmillassiana inizia a rimorchiare la Yamato verso lo spazio ordinario. Ma un ufficiale dei servizi segreti a bordo dell'EX178 interviene, disattivando i raggi traenti ed inviando un messaggio cifrato attraverso l'apertura. Il comandante della nave garmillassiana riprende il controllo della situazione e così entrambe le navi tornano nello spazio ordinario: il patto è stato mantenuto e ora la tregua può dirsi conclusa. Però la flotta del comandante Goer compare nello spazio dopo un balzo ed attacca la Yamato non preoccupandosi di colpire l'EX178 e del fatto che sulla nave terrestre c'è un loro ufficiale. Il varco, che stava per chiudersi, si riapre per un breve istante e attira a sé tutte le navi: le uniche a salvarsi sono la Yamato, che si era allontanata per tempo, e quella del comandante Goer: tutte le altre vengono distrutte. Mancano 323 giorni all'estinzione del genere umano. |                   |                 |
| 11 | Un mondo visto in passato 「いつか見た世界」 - Itsuka Mita Sekai | 16 giugno 2013    | 1º gennaio 2017 |
| 11 | Il generale Erk Domel, delle forze garmillassiane, sta attaccando e distruggendo la flotta del pianeta Gatlantis, situato al limite esterno della Piccola Nube di Magellano, quando gli viene ordinato di tornare a Baleras. Sulla Yamato, il dr. Sado Sakezō esegue delle analisi su Melda Ditz confermando che, a parte il colore della pelle, i garmillassiani sono uguali agli umani. Nasce una discussione su come trattare la prigioniera: ma alla fine viene deciso che, per la sua sicurezza, sia meglio tenerla in cella e che Susumu Kodai si occuperà di interrogarla. Daisuke Shima rivede il notiziario del 1º aprile 2191, quando per la prima volta la flotta garmillassiana si presenta ai confini del sistema solare. La prima astronave terrestre attaccata e distrutta dai garmillassiani è la Murasame, comandata dal padre di Daisuke: capitano di vascello Daigo Shima. Susumu Kodai, nel frattempo, interroga Melda Ditz, ma in realtà è uno scambio di opinioni con la conclusione che entrambi si possono fidare l'uno dell'altra. Susumu Yamazaki, del reparto contenimento danni, chiede di parlare in privato con Daisuke Shima: durante il colloquio rivela che lui è l'unico sopravvissuto della Murasame e che è vero: sono stati i terrestri ad attaccare per primi i garmillassiani. Aveva ricevuto l'ordine di non riferire a nessuno questa notizia, ma data la situazione, ha ritenuto opportuno informare Daisuke Shima perché sappia che suo padre si era opposto all'ordine, ma alla fine dovette eseguirlo. Daisuke non vuole credere a questo racconto. Akira Yamamoto, guidata da sentimenti di risentimento nei confronti dei garmillassiani per la perdita del fratello, libera Melda Ditz ed entrambe partono sui rispettivi caccia per ingaggiare un duello. Ma il velivolo di Akira subisce un'avaria ed è proprio Melda a salvarla e riportarla sulla Yamato. Il comandante Okita ordina che la prigioniera sia liberata, così Melda può lasciare la Yamato con il suo caccia. Mancano 318 giorni all'estinzione del genere umano. |                   |                 |
| 12 | Ciò che resta alla fine 「その果てにあるもの」 - Sono Hate ni Aru mono | 23 giugno 2013    | 1º gennaio 2017 |
| 12 | Nel consueto briefing, Daisuke Shima informa che la Yamato, con il prossimo salto warp, avrebbe lasciato definitivamente la Via Lattea. A questo punto, la speranza dell'equipaggio è di subire meno attacchi dai garmillassiani, presupponendo che anche Garmillas sia un pianeta della nostra galassia. Durante questo briefing, un diverbio fra Susumu Kodai e Daisuke Shima costringe il comandante Okita ad infliggere loro una punizione per il comportamento immaturo tenuto dai due ufficiali. A Baleras, il capo della squadra di protezione Hydom Gimleh comunica al supremo leader Abelt Dessler che la polizia segreta ha individuato i sovversivi all'interno dell'Impero e ottiene carta bianca per liberarsene. Successivamente il generale Erk Domel, durante la cerimonia in suo onore, riceve pubblicamente la Croce Straordinaria di Dessler di prima classe, ma in privato lo stesso leader assegna al generale il comando della flotta presso la Via Lattea con l'ordine di occuparsi della distruzione della Yamato. Terminata la cerimonia, il generale Erk Domel si reca ad un cimitero dove incontra la moglie presso la tomba del loro figlio. Sulla Yamato, l'equipaggio inizia ad avere visioni di una ragazza bellissima, ma nessuno riesce a capire chi sia: qualcuno ritiene che la fonte sia il locale proibito del sistema di navigazione automatica. Susumu Kodai si reca nella stanza del comandante Okita per espletare la sua punizione. L'ammiraglio, allora, coglie l'occasione per raccontare i fatti del primo scontro fra terrestri e garmillassiani: lui fu il primo a ricevere l'ordine di attaccare la flotta garmillassiana, ma si rifiutò di eseguire l'ordine perché lo riteneva sbagliato, per questo fu esonerato e l'ordine passò al comandante Daigo Shima. Terminato il lavoro di pulitura legato alla loro punizione, Susumu Kodai e Daisuke Shima si ritrovano sul ponte di comando e rinsaldano la loro amicizia programmando una cena insieme, ma proprio in quel momento un siluro, non rilevato dai radar, colpisce la Yamato: un nuovo nemico invisibile sta braccando la nave spaziale terrestre. Mancano 317 giorni all'estinzione del genere umano. |                   |                 |
| 13 | Il lupo da un'altra dimensione 「異次元の狼」 - I Jigen no ōkami | 30 giugno 2013    | 1º gennaio 2017 |
| 13 | Il generale Erk Domel atterra sulla base spaziale garmillassiana, presso il pianeta Balun, e assume il comando del Fronte Via Lattea, mentre Gremdt Goer diviene il vicecomandante. La Yamato intanto si è nascosta fra planetesimi di un proto-sistema solare per comprendere come sia possibile che dei siluri compaiano dal nulla: si suppone l'esistenza di una nave stealth: Sanada scopre che ci sono delle piccole scosse dimensionali che potrebbero suffragare l'ipotesi. Effettivamente il sommergibile dimensionale UX-01, al comando del tenente colonnello Wolf Frakken delle forze garmillassiane, è un'astronave in grado di permanere nel sub spazio e utilizzare una sonda per scrutare lo spazio ordinario. Sulla Yamato, le condizioni di salute del comandante Okita peggiorano e il dr. Sado Sakezō è costretto ad eseguire un intervento; il comando della Yamato passa temporaneamente al capitano di corvetta Shiro Sanada. Ad un certo punto sul radar compare l'eco di una nave garmillassiana in allontanamento: anche se non è la soluzione migliore per accertarsi che il campo sia effettivamente libero, il vicecomandante Sanada ordina di inviare un impulso infradimensionale, col rischio, se ci fosse ancora la nave e l'eco precedente fosse un diversivo, che la nave nemica verrebbe a conoscenza della posizione della Yamato. Susumu Kodai, ricordando un precedente discorso fattogli dal comandante Okita in merito agli ordini sbagliati, insieme al sergente Isami Enomoto e ad altri due sottoposti, decollano senza autorizzazione con il Seagull preventivamente equipaggiato con le sonoboe subspaziali. La Yamato lancia l'impulso dimensionale: viene così scoperto che l'astronave nemica è ancora presente nel sub spazio e contemporaneamente viene permesso al nemico di individuarla. Il sommergibile UX-01 lancia i suoi siluri, ma grazie alla rete di sonoboe subspaziali dislocate nell'area dal Seagull, viene preventivamente individuata la posizione di emersione nello spazio ordinario dei siluri, permettendo alla Yamato di colpirli. L'equipaggio del Seagull, inoltre, individua la sonda che l'UX-01 utilizza per scrutare lo spazio ordinario e Kodai invia le coordinate: la Yamato può così sparare e distrugge la sonda, accecando il nemico. Il comandante Okita si risveglia dopo l'intervento chirurgico mentre il vicecomandante Sanada non punisce Susumu Kodai per avere eseguito un'operazione non autorizzata, visto che alla fine questo ha permesso di salvare la Yamato. Mancano 310 giorni all'estinzione del genere umano. |                   |                 |
| 14 | I sussurri della strega 「魔女はささやく」 - Majo wa Sasayaku | 7 luglio 2013     | 1º gennaio 2017 |
| 14 | Per diretto ordine del supremo Dessler, le forze garmillassiane stanno preparando un piano per colpire la Yamato grazie alle capacità telepatiche degli abitanti di Jirel. Mentre Susumu Kodai e Yuki Mori sono in perlustrazione per testare il nuovo sonar sperimentale, sulla Yamato l'equipaggio vede nevicare nello spazio e sente un canto. Quando Kodai e Mori, dopo aver perso i contatti con la nave, la raggiungono, sono costretti ad usare la camera stagna d'emergenza per rientrare e all'interno non trovano nessuno. Entrambi decidono di indagare insieme cosa stia succedendo, ma Susumu perde di vista Yuki ed ha una visione: compare un telefono che squilla: rispondendo alla chiamata sente la voce di sua madre; poi rivede tutta la sua famiglia insieme a una persona non ben identificata. Anche Mori ha delle visioni e addirittura sembra che lei sia un'extraterrestre e che deve imparare le abitudini di vita dei terrestri con l'aiuto della stessa persona non identificata. I due ufficiali hanno diverse visioni; poi Mori ricorda il suo incidente un anno prima e il fatto che era insieme ad un'altra donna. Questa persona non identificata, presente anche in questa visione, riconosce nell'altra donna la principessa Yurisha di Iskandar e rimane sconvolta. La visione di Mori si interrompe e così lei incontra Yuria Misaki, ma quando la chiama per nome, ella risponde «Misaki? E chi è?». Nel corpo di Misaki, infatti, ora c'è lo spirito della principessa Yurisha la quale suggerisce a Mori che la Yamato sta per prepararsi ad un salto warp verso una zona controllata dai garmillassiani. Mori ferma il motore ad onde moventi ed estrae il nucleo dalla camera per assicurarsi che non possa essere riavviato. Ma nuove visioni la inducono a ricollocare il nucleo; riesce però, sfruttando le connessioni telepatiche presenti, a chiedere aiuto a Kodai. Quando Susumu arriva vede questa persona, che compariva anche nelle sue visioni, accanto a Yuki e spara colpendola: si rivela essere lo spirito di una ufficiale garmillassiana. Mori e Kodai riescono a chiudere lo spirito all'interno della camera del nucleo del motore ad onde moventi e a riavviarlo, in questo modo lo spirito viene dissolto. Le illusioni hanno termine e l'equipaggio della Yamato riprende i sensi. Su Balun, Mizela Celestella vede il corpo della sua compatriota Mirenel Linke morire e capisce che ha fallito. Tutto quello che vedeva l'equipaggio della Yamato, infatti, era un'illusione generata da Mirenel Linke una telepate e penultima sopravvissuta del pianeta Jirel. Grazie ai suoi poteri, aveva proiettato i suoi pensieri a tutti i terrestri mostrando loro i ricordi più cari per renderli inoffensivi e così portare la Yamato in una trappola. Ma la presenza inattesa della principessa Yurisha ha alterato i piani della telepate, permettendo a tutti di salvarsi. Mancano 298 giorni all'estinzione del genere umano. |                   |                 |
| 15 | Punto di non ritorno 「帰還限界点」 - Kikan Genkai-ten | 14 luglio 2013    | 1º gennaio 2017 |
| 15 | A Baleras, Mizela Celestella informa il supremo leader Abelt Dessler che i terroniani hanno un'iskandariana a bordo. Nel frattempo Hydom Gimleh, al comando della flotta garmillassiana in orbita al pianeta Alteria, decide di sterminare la popolazione di quel pianeta, perché ostile all'Impero in modo da infondere terrore sulle popolazioni di tutti gli altri pianeti. Sulla Yamato l'OMCS, il sistema di sintetizzazione degli alimenti, è in avaria e quindi l'equipaggio deve trovare al più presto una fonte di sostentamento prima di esaurire le scorte. Nel tratto di spazio che stanno attraversando esiste un sistema stellare, identificato con il nome di Beemela, il cui quarto pianeta risulta essere simile alla Terra e per cui potrebbe fornire gli alimenti necessari. La principessa Yurisha, nel corpo di Misaki, vaga per la Yamato raccogliendo informazioni e interpella anche il vicecomandante Sanada chiedendogli, in termini chiaramente scientifici, come sia stato realizzato il cannone ad onde moventi. Su Balun, il generale Erk Domel viene informato che il leader supremo sta raggiungendo la base per un'ispezione; nel frattempo, però, sta preparando una trappola per la Yamato: nel tratto di spazio fra la posizione attuale della nave terroniana e Beemela c'è una stella di neutroni che provocherebbe una distorsione durante il loro salto warp. Questo porterebbe la Yamato ad emergere in cinque punti ben precisi: la flotta garmillassiana attenderà in questi cinque punti l'arrivo della Yamato in modo da bloccarla con un primo attacco, dando così il tempo alle altre quattro armate di raggiungere quel punto e sferrare un attacco decisivo. Su Baleras, un dissidente sta cercando di fuggire dalla polizia di sicurezza e si rifugia nella casa del generale Domel. Kaoru Niimi e Shin'ya Itou, invece, stanno valutando la possibilità di ripristinare il "Progetto Izumo" sfruttando Beemela-4 come alternativa alla Terra per gli esseri umani. L'ufficiale alla sicurezza Shin'ya Itou, però, si vuole cautelare e così Kaoru Niimi incontra l'ufficiale di rotta Daisuke Shima in modo da avere il suo appoggio. Successivo a questo colloquio, Daisuke Shima viene avvicinato dal giovane maresciallo della sicurezza Tooru Hoshina. Durante l'avvicinamento a Balun, l'astronave del leader supremo ha un'avaria ed esplode: la notizia della morte di Abelt Dessler raggiunge rapidamente i più alti vertici militari della capitale. Nel frattempo la Yamato esegue il salto warp e, come previsto dal nemico, emerge in uno dei cinque punti: la flotta garmillassiana la circonda ed ingaggia un primo attacco. Anche se inizialmente riescono ad ottenere una debole vittoria sfondando la prima armata, l'arrivo delle altre quattro mette la Yamato in schiacciante inferiorità. Tuttavia da Baleras, il vice leader Redof Hiss dà ordine al generale Domel di ritirare immediatamente la flotta e tornare alla capitale. Domel, pur avendo in mano la vittoria, è costretto a ritirarsi e così la Yamato si salva. Mancano 287 giorni all'estinzione del genere umano. |                   |                 |
| 16 | Una scelta per il futuro 「未来への選択」 - Mirai e no Sentaku | 21 luglio 2013    | 1º gennaio 2017 |
| 16 | Il comandante Okita viene trovato svenuto nella sua stanza: soccorso, il dr. Sado Sakezō riferisce che si tratta solo di stanchezza, ma in questo momento non può riprendere il comando della Yamato. Raggiunto Beemela-4, un pianeta con ossigeno nell'atmosfera, acqua, vegetazione e nessuna sostanza tossica, mentre la Yamato rimane in quota, il Seagull, con a bordo Susumu Kodai, Yuria Misaki, Analyzer e altri tre membri dell'equipaggio, raggiunge la superficie del pianeta. Sulla Yamato, Niimi Kaoru è convinta che la soluzione per i terrestri sia quella di trasferirsi su Beemela-4, perché il "Progetto Yamato" porta con sé ancora troppe incognite tra cui quella di dove si trovi Iskandar e chiede al vicecomandante di dare l'ordine di rientrare sulla Terra per trasferire la popolazione su questo pianeta. Shiro Sanada non acconsente e ordina all'ufficiale della sicurezza di arrestarla per insubordinazione. Ma Shin'ya Itou, anziché arrestare Kaoru, arresta il vicecomandante: ha inizio, da parte di alcuni membri dell'equipaggio, il tentativo di ripristinare il "Progetto Izumo". La sicurezza irrompe nei vari reparti e costringe gli altri membri dell'equipaggio a rimanere calmi e a non creare disordini. Il comando della Yamato passa all'ufficiale di rotta Shima Daisuke, il quale informa tutto l'equipaggio che la Yamato, raccolte le informazioni sul Beemela-4 e i rifornimenti necessari, avrebbe fatto ritorno alla Terra per poi portare la popolazione terrestre su questo nuovo pianeta; afferma anche che la scelta è stata presa in accordo con il comandante Okita e con il vicecomandante Sanada. Ma alcuni membri dell'equipaggio capiscono che questa in realtà è un'insubordinazione. L'ufficiale Shin'ya Itou insinua che Yuki Mori sia in realtà la principessa Yurisha: infatti lei ricorda solo ciò che le è accaduto da un anno in poi e proprio un anno fa la Terra ricevette i piani per la costruzione del motore ad onde moventi, inoltre possiede un apparato che non è di fabbricazione terrestre e lo mostra agli altri ufficiali. Attivato l'apparato, compare l'ologramma della regina Starsha di Iskandar che spiega l'obiettivo degli iskandariani: la salvezza di ogni forma di vita intelligente sparsa nell'universo. Ma nel messaggio, la regina chiede alla sorella di mettere alla prova i terrestri. Sul pianeta la squadra guidata da Kodai, ignara di quello che sta avvenendo sulla Yamato, raggiunge prima un relitto di un'astronave iskandariana, precipitata circa 400 anni prima. Poi individua un altro luogo dove sono rinvenuti i resti di quella che probabilmente era la civiltà autoctona del pianeta, estinta circa 330 anni prima. In questo luogo la squadra recupera un oggetto iskandariano che contiene una mappa di un sistema di tunnel subspaziali che connettono diversi punti dell'universo locale. Sulla Yamato, Shin'ya Itou ordina a Shima Daisuke di abbandonare il pianeta, anche se la squadra di esplorazione non è rientrata. Nel frattempo Akira Yamamoto riesce a liberare alcuni membri dell'equipaggio, mentre il maresciallo della sicurezza Tooru Hoshina riesce a liberare il comandante Okita. La squadra sul pianeta, persi i contatti con la Yamato, decide di rientrare, ma l'astronave ha già avviato i motori e si sta allontanando. Tuttavia, informati da Yuki, tramite la radio di un caccia, il Seagull avvia la procedura di rientro. Sul ponte di comando Itou ordina a Daisuke di chiudere il portello dell'hangar di attracco, ma l'ufficiale di rotta si rifiuta. La situazione degenera fino a quando l'ammiraglio Okita ritorna sul ponte di comando e contestualmente Hoshina spara alla mano di Itou per fermarlo e fargli perdere l'arma. L'operazione di insubordinazione viene così interrotta e i responsabili arrestati. Hoshina rivela di aver ricevuto, prima della partenza, un ordine diretto di vigilare su un possibile ammutinamento e così, capito costa stava per succedere, aveva preventivamente informato l'ufficiale Daisuke di reggere il gioco per tenere sotto controllo la situazione. Tuttavia Shima Daisuke si sente ugualmente in colpa per l'accaduto, perché la Yamato è in ritardo sulla tabella di marcia. Ma i dati raccolti dalla squadra di Susumu Kodai indicano che il tempo perduto si può recuperare. Il comandante Okita ordina di riprendere il viaggio verso Iskandar e ritiene che questa sia la prova alla quale si riferiva la regina Starsha: comprendere che la salvezza della Terra è prioritaria rispetto al suo abbandono. Mancano 275 giorni all'estinzione del genere umano. |                   |                 |
| 17 | Dalla foresta dei ricordi 「記憶の森から」 - Kioku no Mori kara | 28 luglio 2013    | 1º gennaio 2017 |
| 17 | Su Garmillas, il generale Erk Domel viene processato da un tribunale militare e, trovato colpevole per l'omicidio del Supremo Leader, viene condannato a morte; invece sua moglie, scoperta mentre favoriva un'organizzazione antigovernativa, viene deportata sul Pianeta di concentramento 17. L'intera flotta imperiale, ora al comando del generale Herm Zoellick, viene convocata a Balun. Sulla Yamato, durante il briefing viene studiata una nuova rotta: utilizzando i portali subspaziali, come indicato dall'apparato trovato su Beemala-4, si potrebbe così recuperare il tempo perduto. Questi portali sono stati costruiti da una civiltà scomparsa, ma risulta che ora siano impiegati dai garmillassiani. Dalla Yamato decolla un velivolo con Shiro Sanada, Susumu Kodai e Yuki Mori per raggiungere il satellite di controllo del portale. Arrivati, trovano caccia garmillassiani abbandonati, tuttavia sembrerebbe che tutto sia in disuso da diverso tempo. Sanada rivela agli altri due che Yuki Mori non è la principessa Yurisha, come qualcuno sta sospettando. In realtà entrambe sono state coinvolte in un incidente stradale nel quale Yuki ha perso la memoria, mentre la principessa è entrata in coma e non si è riusciti a risvegliarla, quindi ora si trova in stasi nel nucleo del dispositivo per la navigazione automatica: la Yamato, infatti, sta seguendo la scia dei suoi ricordi per tornare al suo pianeta d'origine, visto che per ora nessuno conosce la posizione di Iskandar e lei non può comunicarlo; inoltre informa Susumu Kodai che suo fratello Mamoru era il suo più grande amico ma, pur sapendo che l'"Operazione P" era un diversivo, non era riuscito a informarlo e si sente in colpa di quello che poi gli è accaduto: Susumu gli risponde che se anche l'avesse fatto, suo fratello sarebbe comunque partito per Plutone. Giungono così alla sala di controllo e Sanada vi entra, mentre Kodai e Mori rimangono chiusi fuori. Il vicecomandante Sanada si rende conto che la riattivazione del sistema per ripristinare il portale provocherebbe l'emissione di un'ingente quantità di radiazioni neutroniche che lo ucciderebbe. Così programma l'attivazione del sistema con un ritardo sufficiente per permettergli di mettersi in salvo, immergendosi nell'acqua presente sotto al pavimento della sala. Il sistema viene riavviato e Kodai e Mori, dall'esterno, temono che lui si sia sacrificato, ma quando riescono ad entrare lo trovano ancora vivo. Rientrati sulla Yamato, il comandante Okita ufficializza a tutto l'equipaggio la presenza della principessa Yurisha nella sala della navigazione automatica. È in quel momento che lo spirito della principessa si palesa in modo chiaro a Yuki: per ora sta condividendo il corpo di Yuria Misaki. Mancano 273 giorni all'estinzione del genere umano. |                   |                 |
| 18 | Oltre la luce oscura 「昏き光を越えて」 - Kuraki Hikari o Koete | 4 agosto 2013     | 1º gennaio 2017 |
| 18 | La Yamato si appresta ad attraversare il portale subspaziale e giungere a Balun, ma per accertarsi di quello che potrebbe incontrare all'uscita dall'altro lato del portale, invia un caccia garmillassiano, recuperato dal satellite di controllo. Hiroki Shinohara si offre per la missione e inizia così il suo viaggio di ricognizione: avrà tempo tre ore per tornare, dopodiché la Yamato partirà con il piano di navigazione precedente senza utilizzare i portali subspaziali. All'uscita dal portale su Balun, Shinohara si trova letteralmente immerso in una maestosa parata di astronavi garmillassiane: l'intera flotta è radunata nei pressi di Balun. Viene scoperto e colpito, ma riesce a riattraversare il portare e tornare sulla Yamato in tempo. Gli ufficiali analizzano i dati e apprendono che Balun è un pianeta artificiale in grado di fornire energia a tutto il network dei portali, ma anche che nell'intorno si trovano oltre 10 000 navi garmillassiane. Il comandante Okita respinge il suggerimento del vicecomandante Sanata per una rotta alternativa e decide di attraversare il portale per poi crearsi un varco all'interno della flotta garmillassiana e raggiungere il successivo portale che poi avrebbe portato la Yamato nella Grande Nube di Magellano. Presso Balun, il generale Herm Zoellick informa tutti i soldati dell'Impero che il Supremo Leader è morto a causa di un tradimento e spiega il suo piano: ora che tutta la flotta si trova sotto il suo comando, insieme potranno raggiungere la capitale Baleras per porre fine ai rivoltosi e prendere così il controllo dell'intero Impero. Durante l'annuncio di questo discorso, la Yamato compare dal portale. Immediatamente la nave terrestre avvia l'attacco contro le navi nemiche ma, anche se aiutata dal fatto che le astronavi garmillassiane siano fra loro vicine e si colpiscano a vicenda, precipita su Balun. Mentre il generale Herm Zoellick sta ammirando compiaciuto l'avvenimento, sul monitor compare il supremo leader Dessler: Mizela Celestella, infatti, aveva scoperto che il generale Zoellick stava tramando un piano per ucciderlo e prendere il controllo dell'impero e così era stato utilizzato un sosia. Il vicecomandante Gremdt Goer, sorpreso per il tradimento del suo superiore, lo uccide ponendo così fine a questo tentativo di insurrezione all'interno dell'Impero. La Yamato riemerge dell'atmosfera di Balun in direzione del portale della Nube di Magellano. Il comandante Okita ordina di invertire di 180° la direzione della nave in modo che si muova a ritroso verso il portale, poi ordina di utilizzare il cannone ad onde moventi così da sfruttare da un lato la sua spinta per dirigersi dentro il portale e dall'altro distruggere il sistema energetico del pianeta Balun, in modo da impedire alla flotta nemica di sfruttare il portale per inseguirla: la missione ha successo e la Yamato emerge sola nei pressi della Grande Nube di Magellano. Mancano 246 giorni all'estinzione del genere umano. |                   |                 |
| 19 | Sono arrivati 「彼らは来た」 - Karera wa Kita | 11 agosto 2013    | 1º gennaio 2017 |
| 19 | Dessler rientra alla capitale Baleras, mentre il generale Erk Domel viene rilasciato e riabilitato non avendo mai tradito il suo leader. Ma ora l'intera flotta imperiale si trova nei pressi di Balun ed impiegherà tre mesi per raggiungere Garmillas, non potendo sfruttare i portali subspaziali. Il generale Domel riprende il comando delle sole quattro astronavi presenti su Garmillas (le altre astronavi dislocate sul pianeta appartengono alla flotta di difesa e rispondono solo al comando della squadra di protezione) e confida al suo vice, il colonnello Wem Heidern, che sulla Yamato è presente una Iskandariana. Anche il tenente colonnello Frakken, al comando del sommergibile spaziale UX-01, si unisce a questa squadra. Prima di partire, a quattro volontari di Zaltz (garmillassiani di seconda classe, quindi uguali agli esseri umani) viene affidata un'importante missione voluta dallo stesso Dessler. Sulla Yamato, mentre guarda le stelle della Grande Nube di Magellano, Yurisha (presente nel corpo di Misaki) confida a Tooru che avrebbe voluto far ritorno al suo pianeta natio con la sorella Sasha e poi dice che Misaki vorrebbe un abbraccio forte, ma non comprende cosa sia un abbraccio. Successivamente Yurisha incontra il comandante Okita e rimprovera ai terrestri di aver utilizzato la tecnologia necessaria per creare il motore ad onde moventi, anche per creare un'arma: il cannone ad onde moventi. L'ammiraglio Okita chiede di avere più fiducia nei terrestri, perché l'arma è stata costruita solo per uno scopo difensivo, ma Yurisha risponde che a lei spetta solo il compito di osservare: quello di giudicare è una prerogativa di sua sorella Starsha. Di fronte alla Yamato si trova l'ammasso arcobaleno un gruppo di sette stelle: il suo attraversamento comporterebbe parecchi rischi per la presenza di altre stelle degeneri, tuttavia il comandante Okita decide di proseguire per questa rotta, perché l'alternativa comporterebbe ulteriori ritardi. Il generale Domel intuisce che il comandante della Yamato non devierà dalla rotta e quindi dirige la sua flotta verso la stessa area. La Yamato effettua il salto ed emerge all'interno di questo ammasso; poco dopo, il comandante dell'UX-01 individua il suo arrivo e lo comunica al generale Domel. I caccia garmillassiani decollano per intercettare la nave terroniana e la Yamato risponde facendo decollare tutti i suoi caccia per fermare quelli del nemico: lo scontro fra i due più importanti comandanti delle due flotte sta per cominciare. Mancano 245 giorni all'estinzione del genere umano. |                   |                 |
| 20 | Sotto un sole dai sette colori 「七色の陽のもとに」 - Nanairo no Uō no Moto ni | 18 agosto 2013    | 1º gennaio 2017 |
| 20 | Lo scontro fra i caccia terrestri e quelli garmillassiani ha inizio. Ma dalla flotta garmillassiana viene fatto decollare un secondo squadrone di caccia che poi è trasferito, grazie a una nuova tecnologia di Garmillas, nei pressi della Yamato. Il primo squadrone era un diversivo per attirare i caccia terrestri lontano dalla loro nave spaziale. Durante la battaglia, lo scudo ad onde moventi della Yamato si disattiva e il secondo squadrone si ritira: dal subspazio emerge lo UX-01. Un velivolo si sgancia dal sottomarino spaziale e abborda, non visto, la Yamato. I quattro volontari di Zaltz, vestiti come soldati terrestri, penetrano nella nave spaziale per compiere la loro missione. Hoshina Tooru, mentre sta accompagnando la principessa Yurisha (ancora nel corpo di Misaki) in un luogo più sicuro, nota degli individui che non riconosce: chiede di identificarsi, ma questi reagiscono e gli sparano ferendolo. La forte emozione, che prova Yuria Misaki nel vedere Hoshina a terra ferito, provoca la separazione dei due spiriti: Misaki sviene, mentre nella sala di navigazione automatica lo spirito di Yurisha riprende il suo corpo e riemerge dal coma. Nel frattempo, la prima ad accorrere sul luogo dello sparo è proprio Yuki Mori che, per la sua somiglianza, viene scambiata per la principessa Yurisha: i soldati di Zaltz la addormentano e la catturano. Un missile si conficca nel tubo di lancio del cannone ad onde moventi, quindi si attiva ed inizia ad avanzare sempre più verso l'interno della Yamato; grazie all'intervento di Analyzer e Niimi Kaoru, che riescono ad entrare nel suo interno, il timer del sistema di armamento viene disattivato e viene invertita la direzione, così che esca dalla nave terrestre. Susumu Kodai raggiunge la zona dove sono presenti i soldati nemici e si rende conto che stanno sequestrando Yuki: purtroppo non riesce a fare nulla per salvarla. L'unico superstite di Zaltz, il caporale Noran Oschetto, rientra nel velivolo con l'ufficiale Mori e si sgancia dalla Yamato, quindi viene recuperato dallo UX-01. La battaglia prosegue e il missile che doveva distruggere la nave terrestre si ritorce contro la flotta garmillassiana. Alla fine il generale Domel sgancia il velivolo di comando dalla sua astronave e si aggancia allo scafo della Yamato. I due comandanti, il generale Erk Domel e l'ammiraglio Jūzō Okita, hanno un breve colloquio nel quale riconoscono il valore del rispettivo avversario. Ma il generale Domel, per rispetto dei suoi uomini caduti in battaglia, sente il dovere di dare la vita per distruggere la nave terroniana e così aziona il dispositivo di autodistruzione: tuttavia Shiro Sanada riesce a riattivare lo scudo ad onde moventi appena in tempo e la Yamato si salva dalla deflagrazione. Mancano 230 giorni all'estinzione del genere umano. |                   |                 |
| 21 | Il pianeta di concentramento 17 「第十七収容所惑星」 - Daijūhachi Shūyōjo Wakusei | 25 agosto 2013    | 1º gennaio 2017 |
| 21 | Dopo la commemorazione dei defunti, riprendono le riparazioni della Yamato. L'ex ufficiale della sicurezza Itou Shin'ya è creduto morto, perché risucchiato fuori dalla nave. Yuki Mori, che si trova a bordo dello UX-01, viene portata sul pianeta di concentramento 17 Leptapoda, in attesa di essere trasferita con un'altra nave su Garmillas. Qui fervono i preparativi per accoglierla degnamente, in quanto credono che sia una principessa iskandariana. Alla moglie del defunto generale Erk Domel, prigioniera su questo pianeta, viene ordinato di accogliere la principessa secondo quanto prevede il dovuto cerimoniale. Il caporale Noran Oschetto, dapprima bloccato e maltrattato dal direttore del carcere Derbazo Borzen, perché ritenuto indegno suddito di seconda classe, viene invece aiutato da Mori che sfrutta a suo favore il fatto che tutti gli altri credono che sia la principessa Yurisha. Anche la Yamato, però, è costretta a fare rotta verso Leptapoda: unico pianeta nei dintorni dove poter recuperare il materiale necessario alle riparazioni. Così all'ufficiale tattico Kodai viene affidata la missione di ricognizione. Appena entra nel Seagull, Susumu trova la principessa Yurisha seduta al posto del copilota: vorrebbe mandarla via, ma l'iskandariana spiega che Yuki si trova proprio sul pianeta Leptapoda. Il Seagull decolla e mentre si trova nell'atmosfera, Shin'ya Itou e Sukeji Yabu, che si erano precedentemente nascosti, si palesano. Scoppia una colluttazione e il cockpit del Seagull viene danneggiato da un colpo accidentale: il velivolo precipita sul pianeta. I quattro si salvano, ma vengono subito catturati dalle forze garmillassiane. Nel frattempo scatta una rivolta all'interno del carcere. I prigionieri (appartenenti alle popolazioni di Garmillas, Zaltz e Gatlantis) vengono liberati: a capo di questa operazione c'è Melda Ditz che vuole liberare l'ammiraglio Gar Ditz (suo padre), precedentemente arrestato perché accusato di aver partecipato all'operazione sovversiva contro Dessler. Il direttore del carcere viene ucciso dai prigionieri di Gatlantis: simili agli umani e ai garmillassiani, ma con la pelle di colore verde. Yabu viene liberato dagli ex prigionieri. Yurisha e Itou si trovano, invece, ad affrontare alcuni soldati e l'ex ufficiale della sicurezza viene colpito: prima di morire fa promettere a Yurisha che porterà la Yamato sul suo pianeta natio. Nel frattempo Yuki viene tratta in salvo dal caporale Noran Oschetto che la riconduce sullo UX-01 e decollano. Viene riportato l'ordine sul pianeta che passa sotto il controllo dell'ammiraglio Ditz. Purtroppo Kodai non riesce a liberare Yuki ma, mentre si trova nel centro di comando della prigione, viene raggiunto da Yurisha. La principessa mostra il pianeta sul quale verrà portata l'ufficiale Mori: Garmillas. Poi Susumu vede comparire sul monitor un secondo pianeta e Yurisha spiega che è Iskandar. Kodai rimane esterrefatto: il pianeta della salvezza e il pianeta del loro nemico sono gemelli. Mancano 211 giorni all'estinzione del genere umano. |                   |                 |
| 22 | Il pianeta verso cui siamo diretti 「向かうべき星」 - Mukaubeki Hoshi | 1º settembre 2013 | 1º gennaio 2017 |
| 22 | La Yamato arriva su Leptapoda per poter eseguire le riparazioni. Il generale Ditz e alcuni membri garmillassiani incontrano la principessa Yurisha: i terrestri hanno così modo di apprendere che i garmillassiani nutrono una profonda venerazione per gli iskandariani. La collaborazione fra terrestri e garmillassiani ribelli, invece, è ancora prematura, tuttavia Melda Ditz rimane a bordo della nave terrestre quale ufficiale intermediario. Yuki Mori, creduta la principessa Yurisha, viene portata al cospetto del supremo leader Abelt Dessler. Successivamente è trasferita e, durante il tragitto, afferma che Garmillas ha una bellissima luna e indica il pianeta Iskandar. Il caporale Noran Oschetto ha così conferma che la persona che deve proteggere non è la principessa Yurisha, ma una terrestre; nondimeno decide di mantenere il segreto. Mori ha un incontro con Mizela Celestella e apprende che anche questa donna è stata prigioniera in un pianeta di concentramento, ma è stata salvata proprio dal supremo leader del quale è innamorata. Durante un briefing degli alti vertici imperiali, si apprende che la flotta impiegherà ancora due mesi prima di arrivare a Garmillas, ma Hydom Gimleh assicura che un'altra flotta imperiale è pronta a difendere il pianeta dagli attacchi della Yamato. Celestella informa Dessler che ha percepito che la donna non è la principessa Yurisha, ma una terrestre; comunque il supremo leader non si preoccupa di questo fatto: ciò che conta per lui è che la popolazione garmillassiana creda che quella donna sia la principessa Yurisha. Durante la cerimonia di commemorazione del generale Erk Domel, infatti, il supremo leader Abelt Dessler annuncia a tutto il popolo che la terza principessa di Iskandar, Yurisha, ha acconsentito alla grande unificazione riportando così la speranza a tutti. Sulla Yamato le condizioni dell'ammiraglio Okita peggiorano ulteriormente. Nel frattempo gli ufficiali si preparano a elaborare un piano per giungere su Iskandar sapendo che ora dovranno anche avvicinarsi a Garmillas: fra i punti del piano vi è anche quello per liberare l'ufficiale Mori, ma Kodai, ancora provato per la perdita di Yuki, a malincuore replica che non è attuabile: la priorità è Iskandar e non liberare Mori. L'equipaggio si prepara all'ultimo salto warp, quello che lo porterà nei pressi dei due pianeti gemelli, preparandosi per una battaglia. Effettuato il salto, con stupore scoprono che non ci sono navi nemiche a difendere Garmillas. In orbita al pianeta è stata costruita un'enorme stazione spaziale denominata Baleras 2: da questa struttura militare parte un colpo di un'arma, simile al cannone ad onde moventi, diretto contro la Yamato. Mancano 210 giorni all'estinzione del genere umano. |                   |                 |
| 23 | La guerra di un solo uomo 「たった一人の戦争」 - Tatta Ichi-ri no Sensō | 8 settembre 2013  | 1º gennaio 2017 |
| 23 | Il raggio sparato da Baleras 2 manca di poco la Yamato, ma colpisce Epidora, il quinto pianeta del loro sistema solare, provocando il suo collasso. Da Baleras 2 comunicano a Dessler prima che la nave spaziale terroniana è stata distrutta, ma poi devono rettificare: è ancora operativa. La regina Starsha chiede un colloquio con il supremo leader per protestare sull'uso dell'energia ad onde moventi come arma, ma Dessler replica che anche i terroniani hanno fatto altrettanto, lasciando perplessa la regina. La Yamato punta su Garmillas e, anche se intercettata da astronavi e caccia garmillassiani, continua la sua corsa verso Baleras: eliminate le astronavi nemiche, finalmente è di fronte all'imponente palazzo imperiale e il comandante Okita ordina di speronarlo, così la Yamato si conficca al suo interno. Il supremo leader Dessler ordina lo sgancio della Deusula II: l'astronave presente nella parte superiore del palazzo imperiale prende il volo e si dirige verso Baleras 2 portando con sé anche Yuki (nei panni di Yurisha) e il caporale Noran Oschetto. All'interno del palazzo il vice leader Redof Hiss, Mizela Celestella e gli altri alti ufficiali rimangono allibiti per la decisione del loro leader. Durante il volo verso Baleras 2, Dessler prende il controllo dei sistemi di gestione della stazione spaziale e ordina lo sgancio di tutta la sezione industriale in modo da farla precipitare verso la capitale Baleras. Il suo obiettivo ormai è chiaro, distruggere tutto, senza preoccuparsi di nessuno, pur di colpire la Yamato. Il vice leader, compreso il folle piano del suo superiore, ordina di evacuare la capitale. Sulla Yamato la principessa Yurisha informa Susumu che Yuki si trova a bordo della Deusula: il comandante Okita ordina a Kodai di salvare l'ufficiale Mori con la collaborazione della stessa principessa. Successivamente la Yamato si appresta ad usare il cannone ad onde moventi per distruggere la sezione della stazione spaziale che sta precipitando su Baleras: il colpo riesce e tutta la popolazione della capitale viene salvata dai nemici terroniani. La Deusula attracca sulla parte rimasta in orbita di Baleras 2. Visto che il primo piano per distruggere la Yamato è fallito, Dessler ordina nuovamente l'impiego del cannone ad onde moventi, ma così facendo distruggerebbe l'intera capitale se non l'intero Garmillas. Nel frattempo Yuki, con l'aiuto del caporale, cerca la centrale di controllo del cannone ad onde moventi per manometterlo in modo che non possa essere usato nuovamente contro la Yamato. Ma quando lo trovano, Noran Oschetto interviene e scaraventa Mori nello spazio affermando che così sarebbe stato promosso a garmillassiano di prima classe avendo impedito la manomissione del cannone Dessler. In realtà era solo un modo per assicurarsi la salvezza di Mori: difatti è lui stesso che poi manovra per manomettere il funzionamento del cannone ad onde moventi di Dessler e salvare così tutti quanti. Difatti, quando Dessler è pronto a sparare, il cannone risulta instabile e l'energia accumulata provoca l'esplode dell'intera Baleras 2. Il supremo leader, però, riesce a mettersi in salvo all'ultimo effettuando con la sua nave un salto warp. Finalmente Susumu arriva nella zona e, fra i relitti, riesce a salvare e riabbracciare Yuki. Mancano 199 giorni all'estinzione del genere umano. |                   |                 |
| 24 | La lontana terra promessa 「遥かなる約束の地」 - Harukanaru Yakusoku no Ji | 15 settembre 2013 | 1º gennaio 2017 |
| 24 | La Yamato giunge infine ad Iskandar e il comandante Okita ringrazia l'intero equipaggio per essere riusciti nell'impresa. Una volta attraccati nel porto della capitale, una navetta guidata da iskandaroidi (automi iskandariani, equivalenti dei garmilloidi) trasporta il vicecomandante Sanada, l'ufficiale Kodai, l'ufficiale Niimi, l'ufficiale Mori e la principessa Yurisha presso la reggia. Durante il colloquio, la regina apprende che sua sorella Sasha è deceduta su Marte, poi rimprovera ai terrestri l'impiego dell'energia ad onde moventi come arma, quindi stabilisce di sentire in privato sua sorella Yurisha prima di decidere se consegnare il Cosmo Reverse System, l'apparto in grado di salvare la Terra dalla sua attuale critica condizione. Nell'attesa della decisione, l'equipaggio si concede un momento di svago. Nel frattempo, il vice leader Redof Hiss informa la regina che, essendo esplosa la Deusula II insieme a Baleras 2, Abelt Dessler è deceduto; ma informa anche che la popolazione di Garmillas è viva grazie all'intervento dell'astronave terroniana che, con l'impiego del cannone ad onde moventi, ha distrutto la sezione industriale di Baleras 2 prima che precipitasse sulla capitale. La principessa Yurisha illustra a Yuki come funziona il Cosmo Reverse System e che era fondamentale il loro arrivo per poterlo completare: mancava l'elemento che porta con sé i sentimenti e la memoria del pianeta Terra. Alla fine, la regina Starsha concede il Cosmo Reverse System all'equipaggio della Yamato e provvede a modificare la struttura dell'astronave in modo che essa stessa diventi il Cosmo Reverse System. Starsha informa che in realtà anche gli iskandariani avevano avuto l'ambizione di costruire un impero e avevano già impiegato l'energia ad onde moventi come arma per portare il terrore nella Grande Nube di Magellano: per questo la tecnologia era tenuta segreta e confida che i terrestri non ripetano la loro stessa follia. La regina, poi, chiede un colloquio privato con Susumu Kodai. Gli spiega che una nave garmillassiana precipitò su Iskandar, ma nessuno sopravvisse, tranne un terrestre che sarebbe stato usato come cavia: Mamoru Kodai. Purtroppo, però, il suo corpo non riuscì a sopravvivere a lungo ed ora riposa nel cimitero ove sono presenti le tombe di tutti, tranne la regina e la principessa, uniche iskandariane ancora in vita. Susumu apprende così che suo fratello maggiore era arrivato fino ad Iskandar e, insieme a tutto l'equipaggio, ascolta l'ultimo messaggio lasciato da Mamoru. Terminati i lavori, la Yamato riprende il suo viaggio: destinazione casa. Mancano 143 giorni all'estinzione del genere umano. |                   |                 |
| 25 | Guerra senza fine 「終わりなき戦い」 - Owari Naki Tatakai | 22 settembre 2013 | 1º gennaio 2017 |
| 25 | La Yamato sta tornando verso la Terra per riportare la speranza a tutta l'umanità: il bocchettone sulla prua della nave spaziale è ora chiuso da una paratia, perché è presente il Cosmo Reverse System al posto del cannone ad onde moventi; si sta dirigendo nuovamente verso Balun per poter sfruttare i portali subspaziali in modo da giungere rapidamente alla Via Lattea. Il comandante Gremdt Goer rifiuta l’ordine di rientro su Garmillas impartito dal comandante generale Gar Ditz e, raccolte trenta astronavi, le mette al servizio di Abelt Dessler, che in realtà è sopravvissuto all'esplosione di Baleras 2. La Yamato risponde ad un messaggio di soccorso di un'astronave garmillassiana e così salva e porta a bordo Mizela Celestella, che aveva lasciato il pianeta Garmillas dopo che Dessler l'aveva abbandonata. Arrivati a Balun, i terrestri vengono attaccati dalla flotta al comando di Goer, ma a sorpresa giunge Wolf Frakken con l'UX-01 che attacca la flotta ribelle garmillassiana e dà alla Yamato la possibilità di attraversare il portale subspaziale. Durante il viaggio all'interno del canale subspaziale, la nave spaziale terrestre viene attaccata dall'astronave del supremo leader: centinaia di garmilloidi irrompono nella Yamato. Gli ufficiali Niimi e Sanada, però, mettono a frutto le conoscenze precedentemente acquisite con lo studio di Alter e riescono ad introdurre un virus all'interno dei sistemi degli automi garmillassiani bloccandoli. Anche lo stesso Abelt Dessler, nel frattempo, irrompe nell'astronave terrestre con l'intento di incontrare il suo comandante: la prima persona che incrocia, però, è Yuki Mori che chiama "falsa principessa". Successivamente viene raggiunto da Mizela Celestella, incredula di saperlo ancora in vita; ma Dessler la scambia per un nemico e le spara. Anche Susumu Kodai giunge sul luogo e cerca di salvare Yuki. In quel momento, Celestella riesce a riprendersi e spara a sua volta al supremo leader ferendolo, poi tenta il suicidio per porre fine all'inutile amore verso colui che un tempo l'aveva salvata. L'ufficiale Mori cerca di intervenire per evitare questo atto, ma entrambe vengono colpite dal fuoco delle guardie garmillassiane. Celestella muore e in questo modo l'intero popolo di Jirel è ora scomparso. Il supremo leader, vista la situazione di pericolo, ritorna sulla sua astronave e ordina di usare il cannone Dessler per distruggere la Yamato, ma la tecnologia garmillassiana, per questa tipologia di arma, non è ancora stabile come quella iskandariana e terrestre e così la sua nave esplode: la Yamato scampa nuovamente al pericolo e giunge al confine esterno della Via Lattea. Ma la gioia è interrotta dal disperato tentativo di Susumu di salvare Yuki, che ora versa in pericolo di vita. |                   |                 |
| 26 | I ricordi del pianeta azzurro 「青い星の記憶」 - Aoi Hoshi no Kioku | 29 settembre 2013 | 1º gennaio 2017 |
| 26 | Mentre rientra nella Via Lattea, l'equipaggio fa i conti con i deceduti e i feriti dell'ultima battaglia: fra questi Yuki Mori, ora in coma; Sanada, per garantire una possibilità di sopravvivenza fino all'arrivo sulla Terra, suggerisce di portare il corpo di Mori all'interno della camera di stasi dove, nel viaggio di andata, era presente la principessa Yurisha. Nell'avvicinamento al sistema solare, la prima comunicazione con la Terra: finalmente la buona notizia che la Yamato sta tornando giunge a tutta l'umanità. Fra l'equipaggio inizia a circolare una voce che sulla nave spaziale è presente un fantasma: anche l'ufficiale Niimi lo vede e lo fa presente a Sanada: pensa che sia lo spirito di Mamoru Kodai. Il vicecomandante presuppone che la tecnologia del Cosmo Reverse System sia talmente sofisticata per i terrestri da sembrare quasi magia: ritiene che la differenza fra tecnologia e vita in questa macchina sia talmente labile da confondersi, ma le domande che si pone sono: a chi appartengono questi ricordi? Di chi è la coscienza presente nel Cosmo Reverse System? Quella dell'intero equipaggio della Yamato o quella di Mamoru Kodai? Questa è la conclusione logica a cui è portato a pensare il vicecomandante. L'ufficiale Mori si risveglia dal coma: Makoto, che la sta vegliando, chiama il dottore, Sanada e Kodai. Purtroppo, però, quando Susumu arriva nella stanza di navigazione automatica, Yuki è ormai dichiarata clinicamente morta. La disperazione del giovane ufficiale è immensa, ma riesce a chiedere a tutti i presenti di non riferire dell'accaduto: la gioia per il ritorno sulla Terra e la gioia del matrimonio che Makoto Harada e Saburou Katou stanno per celebrare non devono essere offuscati da questo terribile evento. Festeggiati gli sposi, finalmente la Terra ricompare alla vista dell'equipaggio della Yamato. Susumu, però, si ritira solo nella sala della navigazione automatica e abbraccia il corpo inerte di Yuki, chiedendosi che senso avesse essere tornati sulla Terra se ora la donna che ama non è con lui. Alle sue spalle, lo spirito del fratello maggiore Mamoru vede questa scena e decide di fare due doni: il primo è quello di ridare la vita a Yuki, il secondo quello di riconsegnare la Yamato al suo comandante. Il Cosmo Reverse System entra in funzione, l'energia prodotta viene espulsa dal bocchettone del cannone ad onde moventi ma, essendo chiuso dalla paratia, si propaga all'indietro su tutta la nave: in quest'istante il corpo di Yuki torna in vita e finalmente Susumu è nuovamente felice di riabbracciare la donna che ama. Poi, il Cosmo Reverse System si spegne e i tentativi di mantenerlo attivo falliscono: lo sconforto ora è in Sanada e Niimi che comprendono la gravità della situazione, ma non capiscono perché la coscienza di Mamoru abbia voluto abbandonare il Cosmo Reverse System. Anche il comandante Okita rivede finalmente con i suoi occhi la sua amata Terra e chiede al dottore, che lo sta assistendo, di essere lasciato solo. Ora i ricordi riaffiorano e finalmente può sentire dentro di sé di aver compiuto la sua missione: la sua fiamma si spegne. In questo stesso momento, il Cosmo Reverse System si riavvia e, increduli, Sanada e Niimi comprendono che un miracolo è successo, perché ora possono ancora sperare di salvare la Terra. La Yamato, dopo un incredibile viaggio di 336 000 anni luce, affrontando molteplici pericoli, ma credendo nella sua missione fino alla fine, è tornata a casa. La speranza per l'umanità di rivedere il pianeta azzurro d'un tempo non è più un miraggio. È domenica 8 dicembre 2199: il viaggio è concluso, la Terra è salva. |                   |                 |

## Colonna sonora
Sigla di apertura
- Uchuu Senkan Yamato 2199 (宇宙戦艦ヤマト2199?) cantata da Isao Sasaki

Sigle di chiusura
- Hoshi ga Towa o Terashiteiru (星が永遠を照らしている?) cantata da Aira Yūki (ep. 1-2)
- Utsukushii Chikyuu o Shiru Mono yo (美しい地球を知る者よ?) cantata da Aki Misato (ep. 3-6)
- Makka na Scarf (真赤なスカーフ?) cantata da Isao Sasaki (ep. 7-10)
- Kioku no Hikari (記憶の光?) cantata da Kokia (ep. 11-14)
- Yousorou: Hoshi no Umi o Koete (ヨーソロー ~星の海を越えて~?) cantata da Hironobu Kageyama (ep. 15-18)
- R.I.P: Tomo yo Shizuka ni Nemure (R.I.P~友よ静かに眠れ~?) cantata dai JAM Project (ep. 19-22)
- Ai no Hoshi (愛の星?) cantata da Nana Mizuki (ep. 23-26)

Insert song
- Uchū Funanori no Uta (宇宙船乗りの歌) cantata da Yukikaze Crew (ep 1)

## Curiosità
- Nel primo episodio si apprende che Susumu Kodai è nato il 7 luglio 2178, mentre Daisuke Shima è nato il 15 agosto 2178.
- Dato che la data posta sulla tomba della principessa Sasha indica il giorno 17 gennaio 2199 (giorno dell'"Operazione P"), che ci vogliono tre settimane per l'ammiraglia Kirishima per rientrare sulla Terra e che trascorrono almeno altri quattro giorni, si può presumere che la Yamato decolli non prima dell'11 febbraio 2199.
- Fra il primo ed il secondo episodio, secondo quanto annunciato nel messaggio finale sui giorni mancanti all'estinzione del genere umano, trascorrono solo 24 ore, tuttavia durante il secondo episodio l'ammiraglio Okita afferma che la Yamato avrebbe salpato fra 72 ore. Pertanto c’è un'incoerenza: il primo episodio avrebbe dovuto concludersi con "mancano 367 giorni" oppure il secondo episodio avrebbe dovuto concludersi con "mancano 362 giorni" (e di conseguenza anche tutti gli altri andrebbero aggiornati).
- Nel terzo episodio, viene indicato il nome tecnico del cannone ad onde moventi: emettitore dimensionale a compressione esplosiva. L'arma consente di emettere una forte energia rilasciando radiazioni di Hawking. In fisica la Radiazione di Hawking esiste ed è una radiazione termica che si ritiene sia emessa dai buchi neri a causa degli effetti quantistici. Viene anche nominata la pressione tachionica durante l'uso del cannone ad onde moventi. In questo caso il tachione è una particella ipotetica con massa immaginaria e velocità superluminale.
- Nel decimo episodio, viene spiegato che il motore ad onde moventi trae l'energia necessaria dal vuoto. Effettivamente in fisica l'energia del vuoto può corrispondere a quanto esposto sul funzionamento del motore, anche se in questo momento non ci sono conoscenze sufficienti a dimostrarne la fattibilità.
- I nomi dei capi Garmillassiani hanno assonanze molto forti con i gerarchi e generali della Germania nazista. Ad esempio, Gar Ditz, il comandante in capo della flotta garmillassiana, richiama Karl Doenitz, comandante in capo della marina tedesca, oppure Redof Hiss, il vice-leader dell'impero garmillassiano, è molto simile a Rudolf Hess, il vice di Hitler. Una certa assonanza la si può trovare anche tra il generale Domel e il generale Rommel.

## Sequel
Nel 2017 è stato prodotto Star Blazers 2202 (宇宙戦艦ヤマト2202愛の戦士たち?, Uchuu Senkan Yamato 2202: Ai no Senshi-tachi, lett.: "Corazzata Spaziale Yamato 2202: I guerrieri dell'amore"), primo di sette film che si pongono come remake del secondo film Addio Yamato e della seconda stagione della serie classica prodotta nel 1978. La serie di film da 100 minuti l'uno (tranne il primo di 50 minuti) sono stati proiettati per un tempo limitato nelle sale cinematografiche dal 2017 al 2019, per poi essere suddivisi in 26 episodi e ritrasmessi in televisione tra il 2018 e il 2019.
Nel 2021 è uscita Star Blazers: Space Battleship Yamato 2205 (宇宙戦艦ヤマト2205 新たなる旅立ち?, Uchū Senkan Yamato Ni-ni-zero-go Aratanaru Tabidachi), una duologia cinematografica remake del terzo film, Yamato - Il nuovo viaggio. La seconda parte è uscita nel 2022. Il film è stato prodotto da Satelight e da Staple Entertainment.
Per il 2024 è prevista Yamato yo Towa ni: Rebel 3199 (ヤマトよ永遠に REBEL3199?), una nuova eptalogia cinematografica che fa da remake al quarto film Yamato per sempre. Sarà prodotta dallo Studio Mother.